# Eberhard V. von Walsee

Stammwappen derer von Walsee

Eberhard V. von Walsee (auch Eberhard III. von Walsee-Linz, Eberhard V./III. von Walsee; * um 1290; † 21. April 1371), aus dem Ministerialengeschlecht der Walseer, Gefolgsmann des habsburgischen Herzogs Albrecht II., war von 1322 bis 1361 und von 1369 bis 1371 Landrichter ob der Enns. In der ersten Hälfte des 14. Jahrhunderts wird die Bezeichnung Landrichter ob der Enns allmählich und schließlich dauerhaft durch den Titel Hauptmann ob der Enns abgelöst.

## Leben
Eberhard V. übernahm von seinem Vater Eberhard IV. von Walsee im Jahr 1322 die Landeshauptmannschaft und beerbte ihn 1325 als dessen einziger Sohn.
Im Sommer 1330 kam der Verkauf der schwäbischen Stammgüter der Walseer zustande, womit sie sich als treue Gefolgsleute der Habsburger dauerhaft und ausschließlich in deren Herrschaftsgebiet sesshaft machten. Die neuen walseeischen Besitzungen Burg Falkenstein, Burg Waxenberg (seit 1331), Burg Freudenstein (seit 1333) und Schloss Ottensheim (1331–1461) beschränkten die Grafschaft Schaunberg zugunsten des Einflusses der Walseer und Habsburger nach Norden hin. Besitzerwerbungen im Trattnachtal vereitelten außerdem die Bestrebungen der Schaunberger, zwischen ihrem Hauptbesitz und jenem im Attergau eine geschlossene Verbindung herzustellen.

## Besitzungen
Sein ganzes Leben hindurch vermehrte Eberhard V. den ererbten Besitzstand durch fortwährende Ankäufe im Raum Oberösterreich und Niederösterreich.
Eberhard V. gründete zwei Klöster, 1336 die ehemalige Zisterzienserabtei Stift Säusenstein, wo er auch bestattet ist, und 1355 das Stift Schlierbach.

## Familie
Eberhards erste, bereits im Jahr 1304 geschlossene Ehe mit Elisabeth von Gutrat blieb kinderlos. Spätestens 1321 heiratete er Anna von Losenstein († 1355), die ihm zwei Söhne und eine Tochter gebar. Eberhard V. musste jedoch den Tod seiner beiden erwachsenen Söhne Eberhard († 1351) und Heinrich († 1352) miterleben. Um 1360 heiratete Eberhard im Alter von rund 70 Jahren noch einmal, und zwar Floringa von Pettau, die ihm den ersehnten Sohn, Georg von Walsee († 1400/01), und zwei Töchter gebar.